# Горка Фрайле
Горка Фрайле (ісп. Gorka Fraile; нар. 7 квітня 1978) — колишній іспанський тенісист.
Найвищу одиночну позицію світового рейтингу — 126 місце досяг 23 жовтня 2006, парну — 233 місце — 9 травня 2005 року.

## Титули на челленджерах

### Одиночний розряд: (2)
| Ранг | Рік  | Турнір                  | Покриття | Суперник         | Рахунок       |
| ---- | ---- | ----------------------- | -------- | ---------------- | ------------- |
| 1.   | 2003 | Фройденштадт, Німеччина | Ґрунт    | Александер Васке | 3–6, 6–3, 6–4 |
| 2.   | 2006 | Генуя, Італія           | Ґрунт    | Потіто Стараче   | 6–4, 3–6, 6–4 |